# Pauline Félicité de Mailly-Nesle

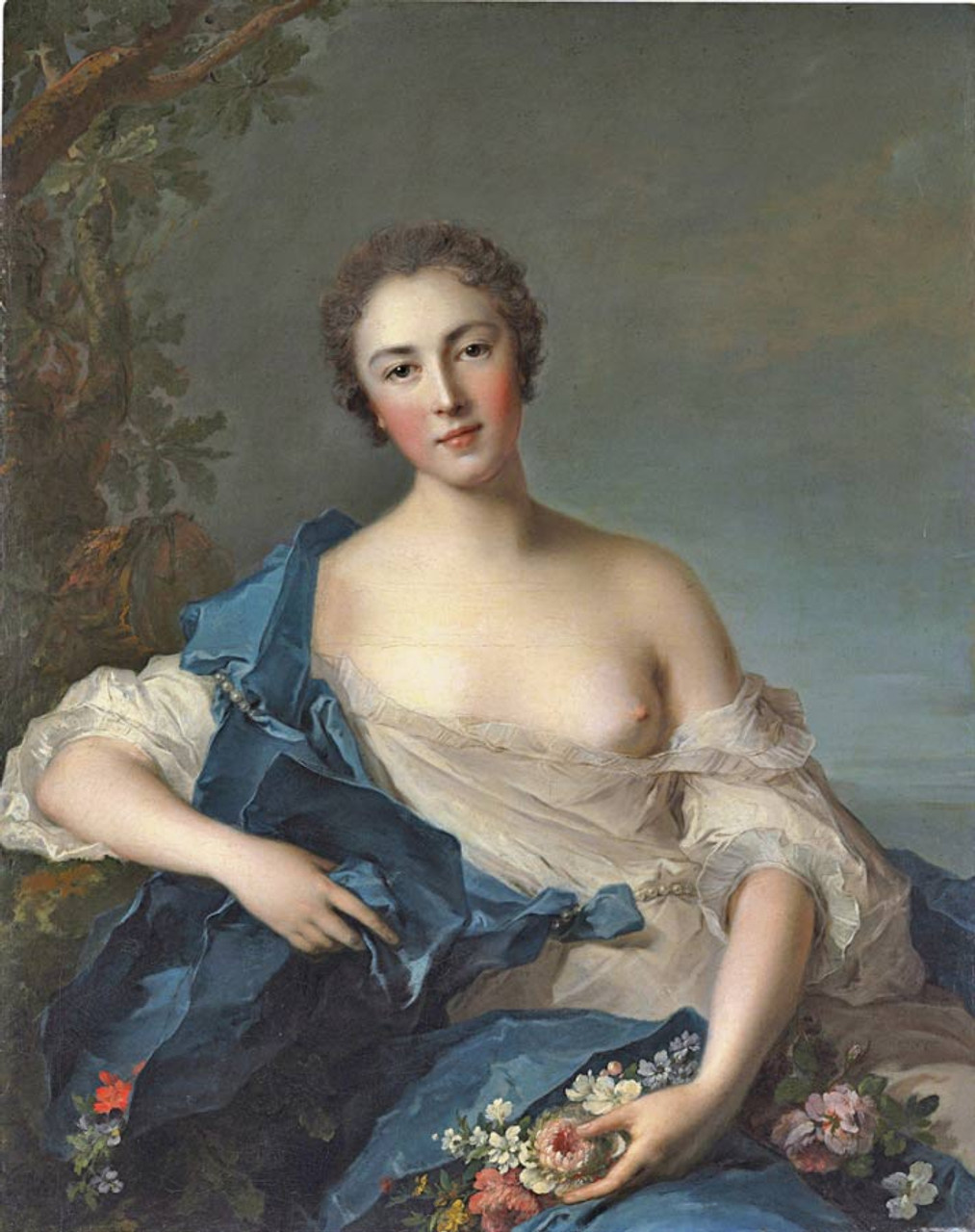
Pauline Félicité de Mailly-Nesle av Jean-Marc Nattier.

Pauline Félicité de Mailly, markisinna de Vintimille, född 1712, död 9 september 1741, var en fransk adelsdam, mätress till kung Ludvig XV av Frankrike 1738–1741. Hon var en av de fyra systrarna de Nesle som alla var älskarinnor till Ludvig XV.

## Tidigt liv
Pauline Félicité de Mailly-Nesle var dotter till Louis de Mailly, markis av Nesle och Mailly och prins d'Orange (1689–1767) och Armande Félice de La Porte Mazarin (1691–1729); hennes mor var sondotter till Hortense Mancini. Hon gifte sig 4 september 1739 med Jean-Baptiste Hubert Félix, markis de Vintimille (1720–1777). Hon fick en son med kungen: Charles de Vintimille (1741–1814), greve de Luc.

## Mätress
Pauline Félicité hade länge en önskan om att bli Ludvig XV:s mätress. Hon bad år 1738 sin syster Louise Julie de Mailly, Ludvig XV:s mätress, om en inbjudan till hovet. Hon anlände i september 1738, och deltog i de privata middagarna som Ludvig XV höll för Louise Julie och sin närmaste vänkrets i sin inofficiella privatvåning på slottet Versailles. Pauline Félicité beskrivs som ambitiös, frispråkig och kvick, och ska ha muntrat upp den ganska hämmade kungen med sina kvicka skämt och kommentarer. Hon ersatte sin syster som Ludvigs älskarinna, även om Louise Julie kvarblev i sin ställning som officiell mätress. Eftersom Pauline Félicité inte var officiell älskarinna bedömdes det nödvändigt att hon gifte sig, och detta måste bli med en man som accepterade förhållandet med kungen.
Kungen arrangerade 1739 ett äktenskap med Jean-Baptiste Hubert Félix, markis de Vintimille, som efter bröllopet lämnade hovet och reste till landsbygden. Han gav henne även slottet Château de Choisy vid Seine utanför Paris, där han i en krets av nära vänner umgicks med båda systrarna. Pauline Félicité var politiskt aktiv och försökte få Ludvig XV att ta över kontrollen över statens affärer från kardinal Fleury. Vid Österrikiska tronföljdskrigets utbrott uppmanade hon kungen att förklara krig mot Österrike och dessutom själv närvara vid slagfältet, och Frankrike övergav också snart sin initiala neutralitet.  

## Död
I början av 1741 blev hon gravid. Graviditeten var mycket svår, och i augusti drabbades hon av feber och flera långvariga sjukdomsperioder av okända orsaker, men vägrade underkasta sig läkarvård. Den 2 september 1741 födde Pauline Félicité sin son med kungen, Charles de Vintimille. Maken kallades till Versailles och paret hade ett gräl, men Ludvig XV gladde sig över sonen. Hennes sjukdomstillstånd fortsatte dock. Kungen lät linda om hovarna på de hästar som rörde sig utanför hennes fönster med halm för att de inte skulle störa henne. Hon avled den 9 september, och trodde sig då vara utsatt för förgiftning. Hennes lik ställdes ut på lit-de-parade i Hôtel de Villeroy i staden Versailles, men en mobb bröt sig in där och skändade liket.
Pauline Félicités son Charles de Vintimille omhändertogs av hennes syster Louise Julie. Han var så lik kungen att han kallades "Lille Ludvig", Demi-Louis. Ludvig XV försörjde honom men ägnade honom annars inget intresse. Madame de Pompadour ville arrangera ett äktenskap mellan Charles de Vintimille och sin dotter, men kungen gav inte sitt tillstånd.